# Kanton Formerie
Kanton Formerie (fr. Canton de Formerie) byl francouzský kanton v departementu Oise v regionu Pikardie. Skládal se z 23 obcí. Zrušen byl po reformě kantonů 2014.

## Obce kantonu
- Abancourt
- Blargies
- Boutavent
- Bouvresse
- Broquiers
- Campeaux
- Canny-sur-Thérain
- Escles-Saint-Pierre
- Formerie
- Fouilloy
- Gourchelles
- Héricourt-sur-Thérain
- Lannoy-Cuillère
- Moliens
- Monceaux-l'Abbaye
- Mureaumont
- Omécourt
- Quincampoix-Fleuzy
- Romescamps
- Saint-Arnoult
- Saint-Samson-la-Poterie
- Saint-Valery
- Villers-Vermont